# Кильня
Кильня — река в Кологривском и Нейском районах Костромской области России. Устье реки находится в 41 км по левому берегу реки Нельша. Длина реки составляет 70 км, площадь водосборного бассейна 552 км².

## Притоки (км от устья)
- 8,5 км: река Шордик (лв)
- 15 км: река Малый Ингирь (пр)
- река Погорелка (пр)
- река Липовица (пр)
- 34 км: река Полома (лв)
- река Шатерник (пр)
- река Быструха (лв)
- река Парфёновка (пр)

## Данные водного реестра
По данным государственного водного реестра России относится к Верхневолжскому бассейновому округу, водохозяйственный участок реки — Унжа от истока и до устья, речной подбассейн реки — Бассей притоков Волги ниже Рыбинского водохранилища до впадения Оки. Речной бассейн реки — (Верхняя) Волга до Куйбышевского водохранилища (без бассейна Оки).
Код объекта в государственном водном реестре — 08010300312110000016416.